# Waleria Hryniewicz
Waleria Hryniewicz (ur. 1940) – polska mikrobiolog, profesor nauk medycznych.

## Życiorys
Ukończyła w 1964 studia na Akademii Medycznej w Warszawie. Uzyskała następnie stopnie doktora i doktora habilitowanego. W 1990 otrzymała tytuł profesora nauk medycznych.
Specjalizowała się w zakresie mikrobiologii lekarskiej. Pracę zawodową zaczynała w Instytucie Reumatologicznym (1964–1969), następnie do 1994 zatrudniona w Państwowym Zakładzie Higieny (od 1991 jako zastępca dyrektora ds. naukowych). W latach 1996–2001 kierowała Centralnym Laboratorium Surowic i Szczepionek, powoływana również na kierownika Zakładu Epidemiologii i Mikrobiologii Klinicznej Narodowego Instytutu Leków oraz dyrektora Centralnego Ośrodka Badań Jakości w Diagnostyce Mikrobiologicznej. Objęła stanowisko profesora w Narodowym Instytucie Leków.
Powierzano jej funkcje konsultanta krajowego w dziedzinie mikrobiologii lekarskiej, przewodniczącego Komitetu Mikrobiologii Polskiej Akademii Nauk, członkini Komitetu Immunologii oraz Komitetu Bioetyki PAN. Uzyskała członkostwo w Polskim Towarzystwie Mikrobiologów (w latach 2004–2012 była prezesem tej organizacji), a także w Amerykańskim Towarzystwie Mikrobiologów oraz w Europejskim Towarzystwie Mikrobiologów i Lekarzy Chorób Zakaźnych.
Odznaczona m.in. Krzyżem Kawalerskim (2004) i Krzyżem Oficerskim (2010) Orderu Odrodzenia Polski.